# Powierzchnia ostatniego rozproszenia

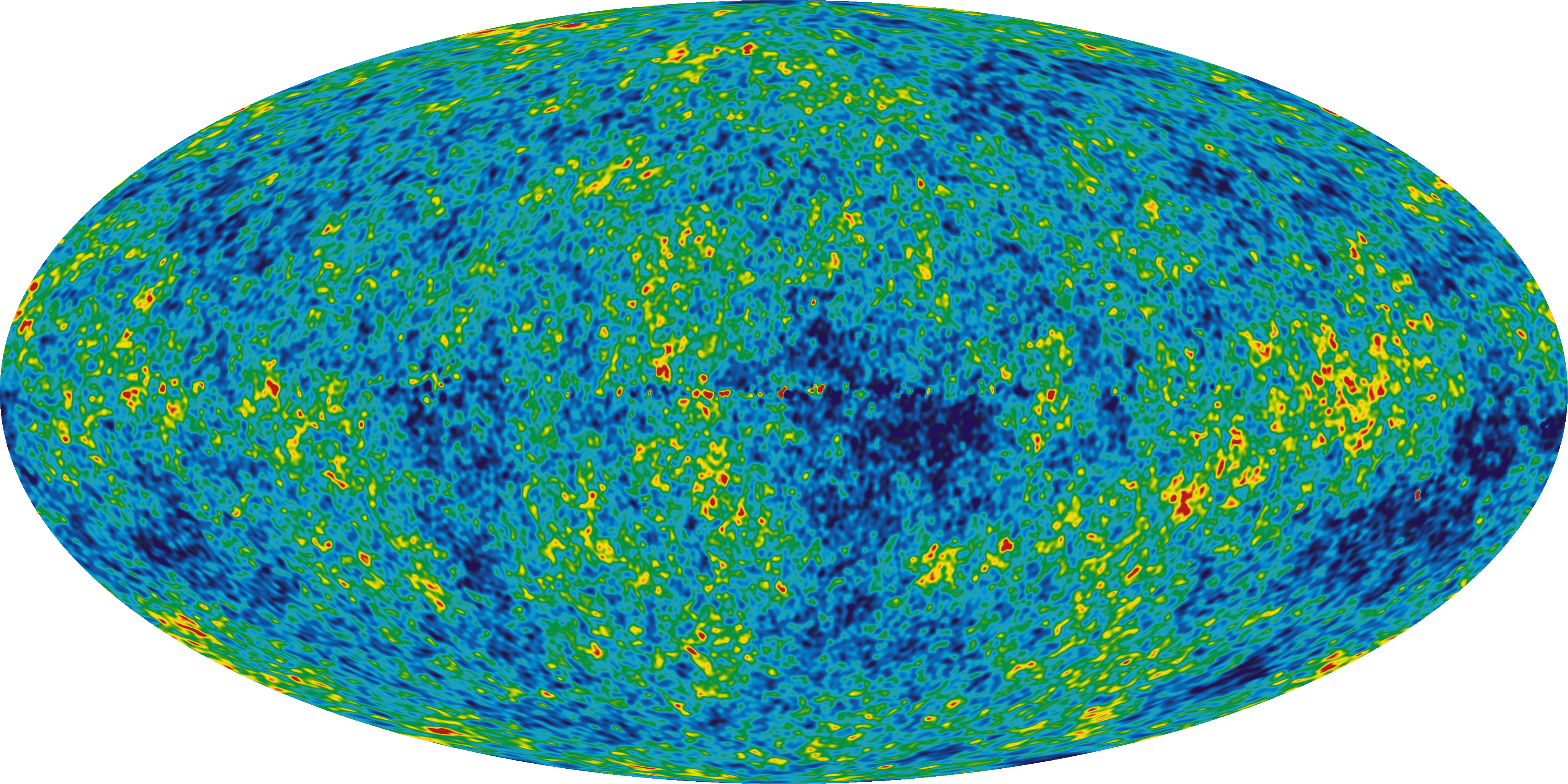
Rozkład fluktuacji temperatur promieniowanie tła na powierzchni ostatniego rozproszenia

Powierzchnia ostatniego rozproszenia – obszar czasoprzestrzeni, gdzie nastąpiło ostatnie rozproszenie fotonów mikrofalowego promieniowania tła przed dotarciem do ziemskich detektorów, rozpoczynając tym samym erę promieniowania.

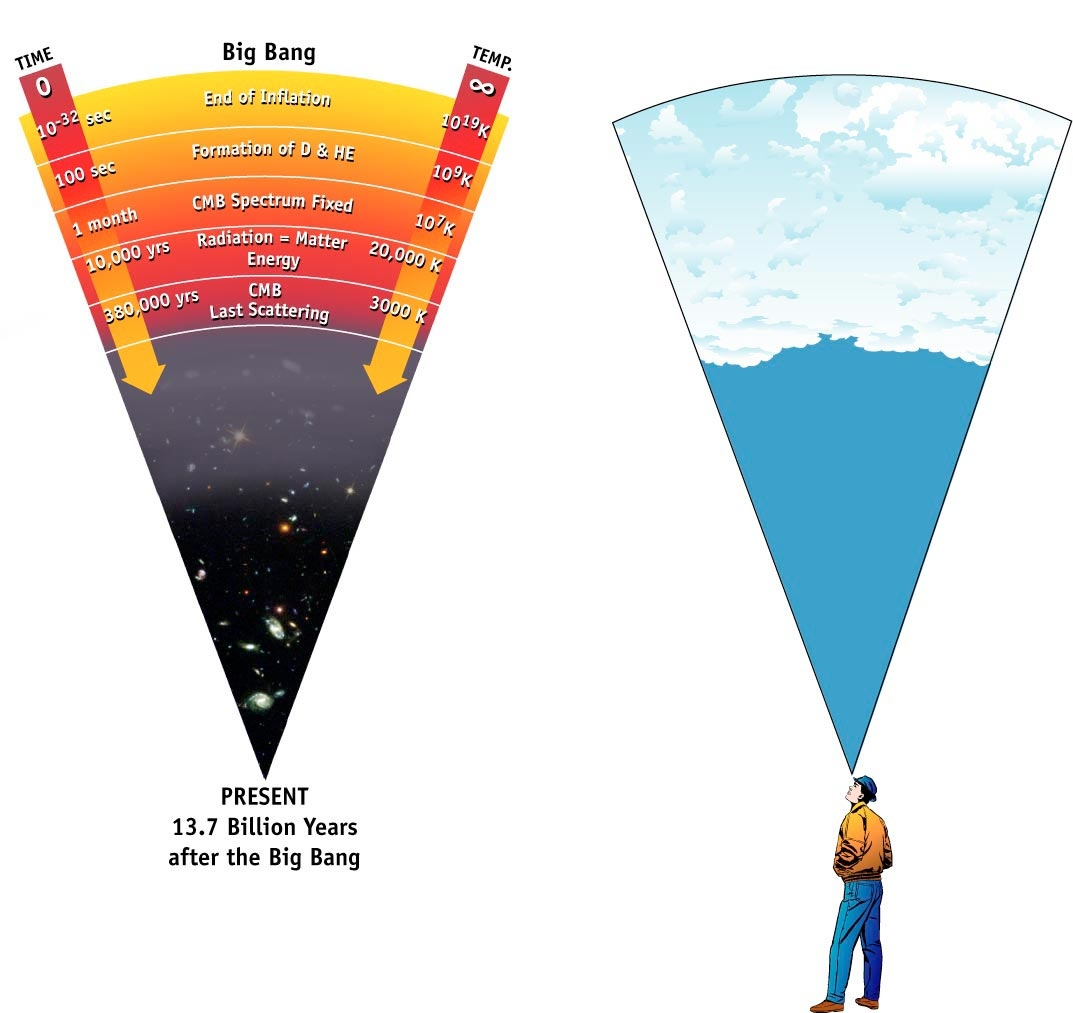
Analogia ostatnich powierzchni rozproszenia fotonów CMB i światła w pochmurny dzień (NASA/zespół naukowy WMAP

Z uwagi na skończoną prędkość światła, obiekty bardziej odległe są widziane na wcześniejszym etapie ich ewolucji. Powierzchnia ostatniego rozproszenia to najdalszy rejon Wszechświata, który można zaobserwować w widmie promieniowania elektromagnetycznego. Dalszych rejonów nie można zaobserwować, gdyż temperatura odleglejszych rejonów jest (była w przeszłości) na tyle duża, że światło nie mogło się przez nie swobodnie propagować. Powierzchnia ta jest również największym obserwowalnym rejonem Wszechświata i dlatego bardzo dobrze nadaje się do badania zagadnień jednorodności i izotropowości Wszechświata (zasady kosmologicznej).
Powierzchnia ostatniego rozproszenia promieniowania reliktowego jest analogiczna do światła przechodzącego przez chmury w pochmurny dzień. Widać jedynie tę powierzchnię chmur, gdzie światło zostało po raz ostatni rozproszone.
Teoretycznie dalsze rejony wszechświata mogą być obserwowane za pomocą teleskopu rejestrującego neutrina (najdalej z powierzchni ostatniego rozproszenia neutrin) lub badając fale grawitacyjne.